# أريك بيل
أريك بيل (بالإنجليزية: Eric Bell)‏ مواليد 27 نوفمبر 1929 في مانشستر وتوفى في 22 يوليو 2012 في مانشستر، هو لاعب كرة قدم بريطاني سابق كان يلعب كلاعب وسط، شارك مع نادي بولتون واندررز 102 مرة خلال 8 سنوات.